# Chenopodioideae
Chenopodioideae là phân họ thực vật có hoa trong họ Amaranthaceae.

## Phân loại
Theo Fuentes-Bazan và cộng sự (2012) và dựa trên nghiên cứu di truyền học, phân họ này gồm 4 tông và 26 chi:
- Tông Anserineae Dumort. (danh pháp đồng nghĩa Spinacieae), với 2 chi: 
  - Spinacia L.: với 3 loài ở Tây Á và Bắc Phi:
    - Rau chân vịt (Spinacia oleracea)

  - Blitum, với 12 loài phân bố gần như toàn cầu, ví dụ: 
    - Blitum capitatum (danh pháp đồng nghĩa Chenopodium capitatum)
    - Blitum bonus-henricus (danh pháp đồng nghĩa Chenopodium bonus-henricus)
    - Blitum virgatum (danh pháp đồng nghĩa Chenopodium foliosum)
- Tông Atripliceae C. A. Mey. (danh pháp đồng nghĩa Chenopodieae Dumort.): Fuentes-Bazan et al. (2012) cũng gộp Chenopodium và các chi liên quan vào, như Chenopodiastrum, Lipandra và Oxybasis. 
  - Archiatriplex G.L.Chu, với chỉ một loài:
    - Archiatriplex nanpinensis G.L.Chu: đặc hữu tỉnh Tứ Xuyên của Trung Quốc.[1]

  - Atriplex L. (danh pháp đồng nghĩa: Blackiella, Cremnophyton, Haloxanthium, Neopreissia, Obione, Pachypharynx, Senniella, Theleophyton), với khoảng 300 loài trên toàn cầu.
  - Baolia H.W.Kung & G.L.Chu, với chỉ một loài:
    - Baolia bracteata H.W.Kung & G.L.Chu, đặc hữu tỉnh Cam Túc của Trung Quốc.[2]

  - Chenopodiastrum S. Fuentes, Uotila & Borsch: với 5 loài, ví dụ:
    - Chenopodiastrum hybridum (L.) S. Fuentes, Uotila & Borsch (danh pháp đồng nghĩa Chenopodium hybridum L.)
    - Chenopodiastrum murale (L.) S. Fuentes, Uotila & Borsch (danh pháp đồng nghĩa Chenopodium murale L.)
    - Chenopodiastrum simplex (Torrey) S.Fuentes, Uotila & Borsch (danh pháp đồng nghĩa: Chenopodium simplex (Torrey) Raf.)

  - Chenopodium L. (sensu stricto, gồm Einadia Raf. và Rhagodia R.Br.[3]): với khoảng 90 loài trên toàn cầu.
  - Exomis Fenzl ex Moq., với chỉ một loài:
    - Exomis microphylla (Thunb.) Aellen.

  - Extriplex E.H.Zacharias, với 2 loài ở miền tây Bắc Mỹ:
    - Extriplex californica (Moq.) E.H.Zacharias (danh pháp đồng nghĩa: Atriplex californica Moq.) [4]
    - Extriplex joaquinana (A.Nelson) E.H.Zacharias (danh pháp đồng nghĩa: Atriplex joaquinana A.Nelson)[4]

  - Grayia Hook. & Arn. (danh pháp đồng nghĩa Zuckia Stvàl.), với 4 loài ở miền tây Bắc Mỹ, ví dụ:
    - Grayia spinosa (Hook.) Moq.[4]

  - Halimione Aellen - với 3 loài ở châu Âu và Tây Á, ví dụ:
    - Halimione portulacoides (L.) Aellen (danh pháp đồng nghĩa: Atriplex portulacoides L.)

  - Holmbergia Hicken, với chỉ một loài:
    - Holmbergia tweedii (Moq.) Speg., một loài cây bụi ở Bolivia, Paraguay và Argentina.

  - Lipvàra Moq.: với chỉ một loài:
    - Lipvàra polysperma (L.) S. Fuentes, Uotila & Borsch (danh pháp đồng nghĩa Chenopodium polyspermum L.)

  - Manochlamys Aellen, với chỉ một loài:
    - Manochlamys albicans Aellen: một loài cây bụi nhỏ ở miền Nam Phi.

  - Microgynoecium Hook.f., với chỉ một loài:
    - Microgynoecium tibeticum Hook.f.: ở Tây Tạng và Sikkim

  - Micromonolepis Ulbr., với chỉ một loài:
    - Micromonolepis pusilla (Torr. ex S. Watson) Ulbr.

  - Oxybasis Kar. & Kir.: với 5 loài, ví dụ:
    - Oxybasis chenopodioides (L.) S. Fuentes, Uotila & Borsch (danh pháp đồng nghĩa Chenopodium chenopodioides (L.) Aellen)
    - Oxybasis glauca (L.) S. Fuentes, Uotila & Borsch - Oak-leaved goosefoot (danh pháp đồng nghĩa Chenopodium glaucum L.)
    - Oxybasis rubra (L.) S. Fuentes, Uotila & Borsch - Red Goosefoot (danh pháp đồng nghĩa Chenopodium rubrum L.)

  - Proatriplex (W.A.Weber) Stutz & G.L.Chu, với chỉ một loài:
    - Proatriplex pleiantha (W.A.Weber) Stutz & G.L.Chu

  - Stutzia E.H.Zacharias (danh pháp đồng nghĩa Endolepis Torr.), với 2 annual loài in western North America:
    - Stutzia covillei (Stvàl.) E.H.Zacharias (danh pháp đồng nghĩa Atriplex covillei (Stvàl.) J. F. Macbr., Endolepis covillei Stvàl)[4]
    - Stutzia dioica (Nutt.) E.H.Zacharias (danh pháp đồng nghĩa Atriplex suckleyi (Torrey) Rydberg, Endolepis suckleyi Torr.)[4]
- Tông Axyrideae (Heklau) G. Kadereit & A. Sukhor., với dendritic trichomes. 3 chi:
  - Axyris L., với khoảng 6 loài ở Trung Á, Himalaya và miền tây Trung Quốc, ví dụ:
    - Axyris amaranthoides L.

  - Ceratocarpus L., với 2 loài ở châu Âu và Tây Á
  - Krascheninnikovia Gueldenst., với 8 loài tại lục địa Á-Âu và Bắc Mỹ, ví dụ:
    - Krascheninnikovia lanata (Pursh) A.Meeuse & A.Smit
- Tông Dysphanieae:
  - Cycloloma Moq. (danh pháp đồng nghĩa: Cyclolepis Moquin-Tvàon) với chỉ một loài:
    - Cycloloma atriplicifolium (Sprengel) J.M.Coulter: mọc rộng rãi ở Canada, Hoa Kỳ và bắc México[5]

  - Dysphania R.Br., với khoảng 42 loài trên toàn cầu, ví dụ:
    - Dysphania ambrosioides
    - Dysphania anthelmintica

  - Suckleya A.Gray, với chỉ một loài:
    - Suckleya suckleyana (Torr.) Rydb.

  - Teloxys Moq.: với chỉ một loài:
    - Teloxys aristata (L.) Moq.[6] (danh pháp đồng nghĩa: Chenopodium aristatum L., Dysphania aristata)